# Serp de l'arc de Sant Martí
La Serp de l'arc de Sant Martí és el terme comú d'una divinitat que rep diversos noms dins de les cultures dels aborígens australians. Fa referència a una criatura primordial que en emergir de la terra va crear el relleu amb els seus moviments i que controla l'accés a l'aigua. La serp té enormes dimensions i pot aparèixer com un animal totèmic mascle o femella segons el grup aborigen de què es tracti. Se la pinta amb nombrosos colors que són els causants del seu nom. Els colors han rebut dues interpretacions diferents: el lligam amb l'arc de Sant Martí pel vincle amb l'aigua o bé la successió de les estacions, que depenen de l'ordre mundial que aquesta serp garanteix. La serp també va ser l'origen de la vida.